# 테르시오

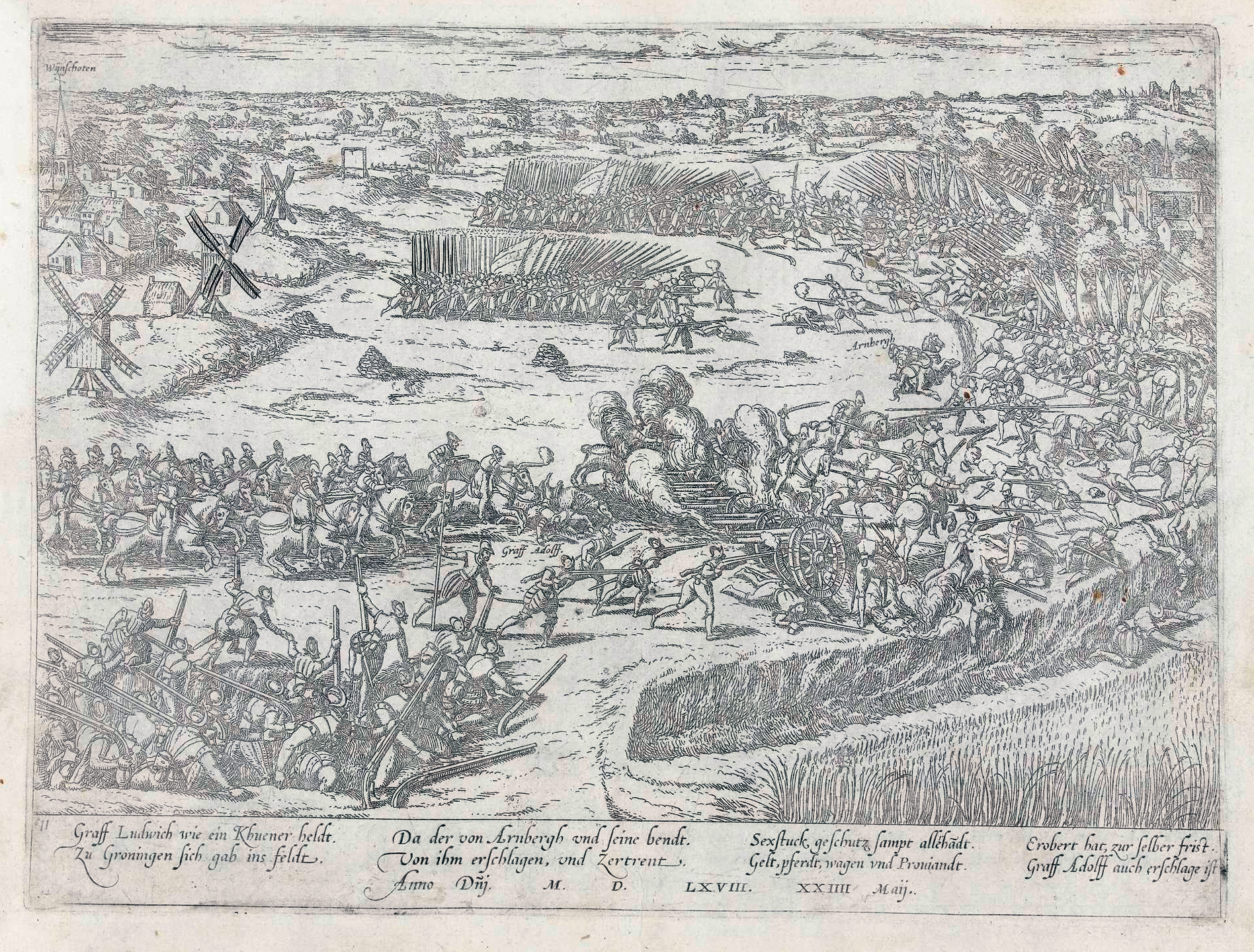
1568년 하일리하레 전투 그림. 창병방진 및 대포등 당시 군대의 모습이 묘사되어 있다. 그림 오른쪽에 스페인군의 테르시오가 있다.

테르시오(tercio)는 1534년부터 1704년에 걸쳐 스페인 왕국이 채용한 군사편성 혹은 그 부대의 전투대형을 말한다. 단순히 전투대형을 지칭할 때는 스페인 방진(Spanish square)이라고 부른다. 테르시오의 편성 및 전투대형은 17세기 초엽까지 유럽 각국에서 왕성하게 모방했다.

## 역사

### 이전 역사
약 700년에 걸친 레콩키스타를 완료한 스페인 왕국은 이베리아반도의 대부분을 지배하에 두게 되었고, 이제 유럽 강국의 지위를 타국과 다투게 되었다. 1494년 프랑스의 이탈리아반도에 대한 침공에 의해 이탈리아 전쟁이 발발하자, 스페인은 아라곤 왕국에 연유한 계승권을 이유로 이 전쟁에 개입했다. 곤살로 페르난데스 데 코르도바를 총사령관으로 임명하고, 이탈리아반도에 상륙한 스페인군이었으나, 세미나라 전투에서 프랑스군에게 패배했다. 이 당시 스페인군은 검과 원형방패를 장비한 로델레로(Rodelero;보병)과 히네테(Jinete)라고 불리는 경기병을 중심으로 편성되어 있었다. 그러나 이런 편성은 중기병과 스위스 창병을 중심으로 편성된 프랑스군에게 야전에서 승리할 수는 없었다(상세한 것은 곤살로 페르난데스 데 코르도바의 항목을 참조).
전후 곤살로는 이탈리아에 남아 스페인군의 군제개혁을 진행했다. 즉 원형방패와 검을 폐지하고, 스위스 창병과 같은 파이크를 지니게 했다. 창병은 밀집대형(방진)을 조직하고 주위와 양익에 소형의 투사병(크로스보우, 총)을 배치했다. 그리고 곤살로는 장교의 숫자를 증가시켰다. 그때까지 1명의 장교가 병사 100~600명을 지휘했으나, 곤살로는 병사 300명 당 약 4~6명의 장교를 배치시켰다. 이것은 부대의 유연성을 높이기 위해서였다. 한 부대는 1,000명 전후로 구성되고, 지휘관에는 코로넬(Coronel;대령)의 계급이 내려졌다. 지휘관의 계급에 유래해 이 부대는 코로네리아(Coronelía;코로네냐 라고도)라고 부르게 되었다(다만 이런 개혁은 체리뇰라 전투 이후라는 설도 있다).
1503년 이 신식 스페인군은 체리뇰라 전투에서 프랑스군을 격파하는 데 성공했다. 체리뇰라 전투는 또한 화기와 야전 축성이 효과를 발휘한 전투이기도 하다. 이후 군대의 구성에서 화기가 차지하는 비율이 서서히 증가하게 되었다.

### 영광과 쇠퇴
1534년 스페인군은 3개(서쪽:Tercero=영어:Third)의 부대를 이탈리아반도에 보냈다. 테르시오란 명칭은 이 시기 처음으로 출현했으나, 이렇게 3개의 부대로 나누게 된 유래에 대해 생각해 보자. 부대에는 각각 롬바르디아(Lombardia), 나폴리(Napoli), 시칠리아(Sicilia) 란 호칭이 붙여졌다.
당시 군대는 주로 용병으로 구성되어 있었고, 전시에 따라 고용되는 것이 기본이었다. 테르시오도 주요 구성원은 용병이었으나, 이탈리아반도를(훗날 네덜란드에서도) 계속 지킬 필요가 있었기에 테르시오는 평상시에도 유지되었고, 상비군적인 성격을 갖게 되었다. 장시간에 걸친 고용은 항상 일정이상의 숙련도, 결속력을 유지할 수 있게 되었다. 또한 즉시 대응할 수 있는 전력으로써 스페인군의 강력함이 널리 알려지게 되었다. 그러나 당연하게도 이로 인해 스페인 국고는 압박을 받게 되었다. 이것은 신대륙에서 들어오는 금은으로 인해 윤택해진 스페인에게도 견딜 수 없을 정도의 지출을 강요해 역대 국왕은 여러 번에 걸쳐 국가 파산선언을 하기에 이르렀다.

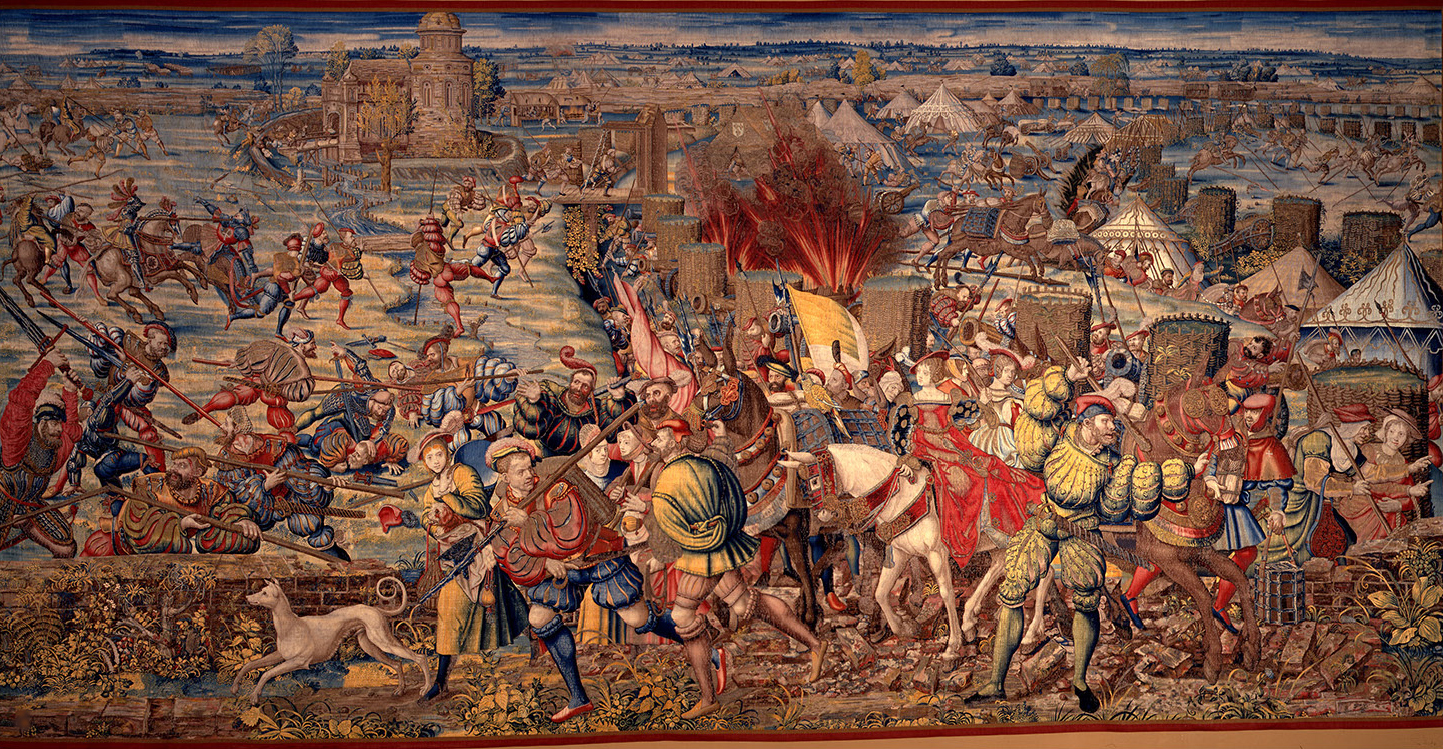
1525년 파비아 전투. 아직 테르시오라는 호칭으로 불리지는 않았으나, 편성은 이미 확립되어 있었다.

그런데도 16세기를 통해 테르시오는 최정예의 군단으로서 각지에서 활약했다. 1525년 파비아 전투에서 프랑스 왕 프랑수아 1세를 포로로 잡는 전과를 올렸다. 테르시오의 힘으로 스페인은 이탈리아 전쟁에서 승리했고, 프랑스의 이탈리아에 대한 개입을 좌절시켰다. 네덜란드의 반란도 16세기말까지 거의 억제하는 데 성공했다.
그러나 17세기에 들어서자, 테르시오에게 도전하는 시도가 나타났다. 네덜란드의 마우리츠 판 나사우는 테르시오를 격파하기 위해 신식 군대를 편성하고, 네덜란드식 대대라고 불리는 전투대형을 내놓았다. 마우리츠의 개혁은 유럽에 퍼지게 되었고, 스웨덴의 구스타브 2세 아돌프는 이것을 집대성하고 세련되게 만들어 1631년 브라이텐펠트 전투에서 신성로마제국군의 스페인 방진을 격파했다.
이런 도전을 받은 테르시오도 곧 개혁에 착수했다. 1635년 펠리페 4세는 포고를 알리고, 테르시오의 군제개혁을 진행시켰다. 테르시오 1부대에 있는 병사 정원수를 3,000명에서 1,000명 전후로 감소시키고, 지휘의 효율화에 노력했다. 시대에 뒤쳐졌던 전투대형도 개량해 스페인 방진과 스웨덴식 대대를 융합시킨 새로운 대형을 채용했다. 1637년에는 민병을 테르시오 속에 참가시키면서 지방 테르시오라고 불리는 군단을 편성하고 동원병력을 증가시켰다. 그러나 1643년 로크루아 전투에서 대패를 겪는등, 이미 스페인과 테르시오의 군사적 우위는 잃어버린 뒤였다. 그 후에도 테르시오는 여러 가지 개량이 가해졌으나, 1704년 펠리페 5세(루이 14세의 손자)가 프랑스식의 연대와 대대를 구성하는 군제를 채용하게 되면서 테르시오는 소멸하게 되었다.

## 편성
테르시오의 편성은 시대에 따라 변천되었으나, 이글에는 초기 시기의 편성을 기초로 기술하였다.
테르시오를 구성하는 병과는 아래의 4종류가 있다.
- 파이크병(Pikeman) – 파이크(장창)을 갖고, 갑옷은 일부 혹은 전혀 장비하지 않은 창병.
- 코르셀렛(Corselet) – 파이크를 갖고, 갑옷과 투구로 완전히 무장한 창병.
- 아르케부스 총병(Arquebusier) – 아르케부스(화승총)을 갖고 있는 총병.
- 머스켓 총병(Musketeer) – 머스켓 총을 갖고 있는 총병. 즉 이 당시 머스켓은 아르케부스보다 대형인 총의 호칭이었다. 머스켓이 축소되어 선입된 총 전반을 가리키는 호칭이 된 것은 17세기에 들어서였다.

기본단위는 중대로써 정원수는 250명(혹은 300명)이었다. 대위 1명, 중위 1명, 중사 1명, 기수 1명으로 중대를 지휘하고, 그외 종자 1명, 보급계장교 1명, 고적수(鼓笛手) 1명, 종군사제 1명, 이발사 1명이 참가하였다. 장교를 포함한 중대 본부요원의 총 숫자는 11명이었다.
테르시오를 구성하는 중대에는 아래의 2종류가 존재했다(아래 기록은 병사수 250명을 기준으로 한 경우)
- A – 본부요원 11명, 파이크병 108명, 코르스렛 111명, 머스켓 총병 20명
- B – 본부요원 11명, 아르케부스 총병 224명, 머스켓 총병 15명

테르시오 1부대는 A중대 10개, B중대 2개인 12개중대로 구성되어 있다(병사 300명의 경우 A중대 8개, B중대 2개인 10개중대). 총 숫자는 3,000명 정도이고, 그 내역은 장교와 사무원 132명, 파이크병 1,080명, 코르스렛 1,111명, 아르케부스 총병 448명, 머스켓 총병 230명이었다. 전체의 지휘는 대령(코로넬)이 맡았고, 그를 보좌하는 장교단(테르시오 전체의 본부요원)은 30명 전후였다.
다만 이것은 이상적인 완전편성의 숫자이고, 꼭 현실의 테르시오와 일치하지는 않는다. 실제로는 1개중대의 병력수는 150명 정도인 경우가 많았고, 이상치의 절반인 1,500명 혹은 그 이하의 병력수로 구성된 테르시오가 대부분이었다
초기때 창과 총의 비율은 약 3:1이었다. 이것은 중기병의 위협이 매우 커서, 창병의 방어능력이 중요시 된 것이 이유였다. 시대가 흐르면서 화기의 중요성이 널리 인식되고, 또 피스톨 기병의 대두로 중기병의 위협이 감소되면서 이 비율은 크게 변화되었다. 16세기 후반에는 2:1이 되었고, 16세기말에는 1.5:1, 17세기 초엽에는 1:1이 되었다. 그 후 창병은 감소가 지속되었고, 17세기말에는 총검이 개발되면서 창병은 완전히 모습을 감추었다. 무엇보다 위의 내용에 따라 얼마안가 곧 테르시오도 소멸하게 되었다.

## 전투대형
전투시 테르시오는 창병과 총병을 조합해 하나의 거대한 방진을 만들었다. 즉 창병이 종심 20열에서 30열 정도의 방진을 조직한다. 이 방진의 사방(四方)을 2열의 총병이 들어가 에워싼다. 이때 정면에는 위력이 큰 머스켓 총병을 배치한다. 거기에 네귀퉁이에는 종심 4열에서 6열 정도의 총병의 작은 방진을 조직한다. 이로 인해 모든 방위에서 사각이 없는 방진이 완성되었다. 다만, 숫자는 완전한 정원수일 때였다. 병력이 실제로 절반에 불과할 때는 이것도 분배가 필요했다. 또한 상황에 따라 종심의 깊이 및 횡렬의 길이는 적절하게 변경되었다. 스페인은 이 전투대형을 “Cuadro de Terreno”(야전방진)이라고 불렀다. 타국에서는 이 전투대형 자체를 테르시오라고 불렀고, 혹은 단순하게 스페인 방진이라고 불렀다.
한편 테르시오의 방어 편중은 명백했다. 이것은 스페인의 전투 교훈에서 얻어진 것이다. 레콩키스타의 전투에서 산악지대가 많은 이베리아반도의 지세에서 많은 이슬람의 거점을 탈취하는 공성전이 있었다. 테르시오 이전의 장비가 요새 돌입때의 난전에 적합한 검과 원형방패였던 것도 이것을 나타낸다. 이탈리아 전쟁에서 프랑스 중기병의 위협에 직면한 스페인은 기병의 기동력과 충격력을 감소시킬 방법을 생각했다. 성벽, 화기, 참호 같은 공성전의 방어적 요소가 나오게 된 것은 이런 과거의 경험에서 비추어 보면 당연한 것이다. 그 결과 이 정도까지 방어를 중시한 대형 방진이 완성된 것이다.
말하자면, 테르시오는 보병에 의해 구성된 요새였다. 이 때문에 테르시오의 기동력은 매우 나빠져 이동 및 방향전환에는 막대한 시간이 소요되었다. 이것은 테르시오의 목적이 방어에 있다는 것을 생각한다면 당연한 결과였다. 적을 맞아 싸우는 경우에는 움직일 필요가 없었기 때문이다. 그러나, 이것은 동시에 이쪽에서 공격에 나서는 것이 매우 곤란하다는 것을 의미하기도 한다. 이런 결점을 보완하기 위해 스페인은 테르시오의 전면에 대포를 배치했다. 이것은 또한 요새의 개념을 야전에 집어 넣은 것이기도 했다.
테르시오를 격파하려면 공성전과 마찬가지로 외벽(창병)을 제거하고, 포격으로 대형을 무너뜨리지 않으면 안되었다. 그러나 16세기 거대하고 둔중한 대포는 야전에서 테르시오를 무너뜨릴 정도의 포격을 가하는 것은 매우 곤란했다. 결국 스페인의 적들이 선택한 것은 그들의 적을 모방하는 것이었다.
그 결과 16세기의 전장은 테르시오 끼리 마주쳐 충돌하고 조금씩 상대방의 창병을 제거하는 광경이 되풀이되었다. 승리를 얻기 위해서는 상대가 피해를 견디지 못하고 철수하거나, 병사의 사기가 저하되어 스스로 붕괴되는 것을 기다리는 수밖에는 없었다. 이 시대는 용병이 군대의 주력이었기 때문에 부대로써 결속력이 낮아 사기저하에 의한 붕괴는 빈번하게 일어났다. 이점에서 상비군적인 테르시오는 결속력이 높아 우위에 설 수 있었다. 또한, 붕괴되더라도 괴멸적인 타격을 받는 일은 어려웠다. 테르시오는 추격을 할 수 없었다.
야전에 의한 조기 결판이 기대되는 시대는 없었다. 전술적으로나 전략적으로도 방어가 중시되었기 때문에 결전보다 기동전이나 소모전이 다수를 차지했다. 이 때문에 16세기부터 18세기에 걸쳐 전쟁의 기간은 장기화되었다.

## 테르시오에 대한 도전

### 네덜란드

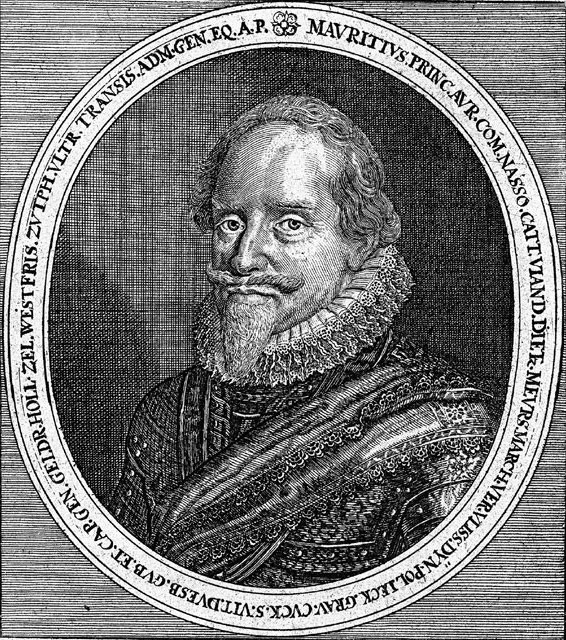
군제개혁의 선구자 나사우 백작 마우리츠.

1568년 스페인의 지배하에 있던 네덜란드에서 반란이 일어나, 80년 전쟁이 시작되었다. 스페인은 진압을 위해 테르시오를 항상 네덜란드에 주둔시켰다. 또한 각지의 반란을 예방하기 위해 지역주민을 감시하는 많은 요새를 건설했다. 요새의 숫자에 비례해 주둔병도 증가하여 스페인군 전체의 규모는 확대되었다. 스페인군이 규모를 확대하자, 대항세력인 프랑스등 타국도 군대를 확대할 수밖에 없었다. 16세기부터 17세기에 걸쳐 유럽의 군대가 팽대화된 원인 중 하나가 네덜란드에서 스페인이 진행한 전략에 기인한 것이기도 하다.
네덜란드 총독 나사우 백작 마우리츠는 테르시오에게 승리할 방법을 연구했다. 테르시오의 최대 결점은 공격에 사용할 수 없는 혹은 사용하기 어려운 점을 들 수 있었다. 여기서 마우리츠는 화기에 주목했다. 당시 화기는 명중률, 신뢰성이 낮았지만, 창방진에 대해서 우위에 설 수 있었다. 마우리츠는 중대의 창병을 감소시키고, 총병을 증가시켰다. 앞에 이야기한 16세기말 테르시오의 창:총의 비율은 1.5:1 이었으나, 이것을 마우리츠는 역전시켜 1:1.5 가 되게 하였다. 17세기 중반에는 네덜란드군의 화기는 계속 증가해 1:2가 되었다.
아래 16세기말 네덜란드군의 편성과 전투대형에 대해 기술하였다.
네덜란드군의 기본편성은 중대로써 정원수는 100명~150명 정도였다. 내역은 장교와 사무원 14명, 파이크병 50명, 총병 86명이었다(150명일 때). 통상 10개~20개 중대가 1개 연대가 되었고, 이것을 행정상의 관리단위였다. 전시에는 4개~6개정도의 중대를 조합해 대대(전대)를 만들었다. 대대는 테르시오의 결점을 불식시키기 위한 새로운 대형이었다.
전투대형으로써 테르시오의 결점은 2가지였다. 하나는 거대해서 둔중한 점. 전열의 병사가 교전할 때 후열의 병사는 가만히 있는다는 점이 2번째였다. 이런 결점을 개량해 마우리츠가 내놓은 것은 네덜란드식 대형이라 불리는 전투대형이었다. 테르시오보다 얇은 종심 10열의 창병방진을 조직하고, 그 양익 아니면 후방에 같은 종심 10열의 총병방진을 배치한 것이다. 대규모의 회전에서 이 대대를 교차해 배치한다. 실질적으로 네덜란드식 대대는 테르시오의 축소판이라고 할 수 있었다. 이로 인해 부대의 기동력 및 유연성은 향상되었으나, 반대로 방어력은 저하되었다. 그러나 마우리츠는 이것을 충분하다고 생각했다. 이 시기에는 이미 중기병의 위협이 감소되었기 때문에 이전보다 방어를 중시할 필요는 없었던 것이다.
거기에 마우리츠는 일제사격 전술을 발전시켜, 후방행진(카운터 마치)라고 불리는 전술을 내놓았다. 즉 전열의 병사가 일제사격을 한다. 그 후 전열의 병사는 최후미로 이동하여 장진을 실시한다. 그 사이 후열의 병사가 전진해 나가 일제사격을 가한다. 이것을 되풀이 하는 것으로 인해 이론상 끊임없이 일제사격을 퍼부을 수 있었던 것이다. 이런 복잡한 부대기동을 하기 위해서는 상당한 훈련이 필요했다. 마우리츠는 총병의 일련의 행동을 패턴화시켜 이것을 기초로 한 훈련을 실시했다. 이런 교육방법은 네덜란드식 교련이라고 불렸고, 그 효과가 높자 순식간에 각국에 파급되었다.

### 스웨덴
스웨덴 왕 구스타브 2세 아돌프는 마우리츠식 군제개혁을 더욱 발전시켰다. 구스타브 아돌프는 전국적으로 징병제를 실시해 동원 병력의 증가에 노력했다. 또한 부대의 유연성을 높이기 위해 중대(中隊)안의 장교의 숫자를 대폭으로 증가시켰다.
스웨덴군의 기본단위는 중대로써 정원수는 150명이었다. 그 내역은 장교 16명, 파이크병 54명, 머스켓 총병 72명, 사무원 8명이었다. 통상 8개 중대가 1개 연대가 되어 이것을 행정상의 관리단위가 되었다. 네덜란드군과 마찬가지로 전시에 여러 개의 중대를 조합했으나, 구스타브 아돌프는 네덜란드식 대대를 개량해 스웨덴식 대대를 만들어 냈고, 이것을 상위 단위로써 여단을 창설했다.
스웨덴식 대대는 창병방진의 후방에 총병방진을 배치하고, 거기에 후방에 예비의 총병방진을 배치하였다. 3번째 총병은 언제라도 양익의 지원으로 돌릴 수 있어, 보다 효율적으로 화력을 발휘할 수 있도록 가능하게 만들었다. 대규모 전투시 이 대대를 복잡하게 조합한 스웨덴식 여단을 운용했다. 거기에 구스타브 아돌프는 각 여단 사이에 연대포라 불리는 경량화된 소형 대포를 배치하여 전체의 화력을 높였다.
또 구스타브 아돌프는 후방행진 이상으로 공격적인 점진(漸進)일제사격 전술이라 불리는 전술을 내놓았다. 즉 전열의 병사가 일제사격을 한다. 그 후 전열의 병사는 최후미로 이동하지 않고, 그 자리에서 장진을 실시한다. 후열의 병사는 전열의 병사 앞으로 전진해 나가 일제사격을 한다. 이것을 되풀이하는 것으로 적에게 접근하면서 일제사격을 퍼붓는 것이다. 첨진일제사격 전술은 적의 대열을 격파할 가능성을 총병에게 주었다.

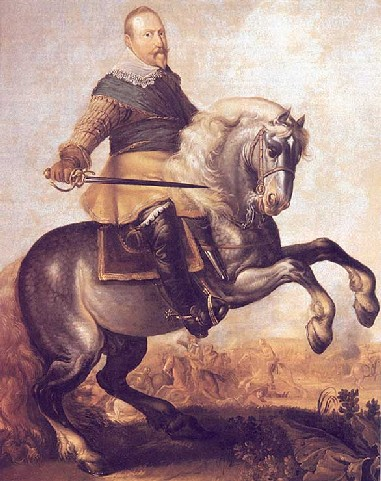
브라이텐펠트 전투의 구스타프 아돌프.

또한 구스타브 아돌프는 기병, 포병에도 개혁을 실시했다. 전투시 스웨덴 기병은 카라콜을 이용하지 않고, 발도돌격전술(사벨 차지)을 사용했다. 이것은 잃어버렸던 기병의 타격력을 어느정도 회복시킬 수 있었다. 또 기병에게 머스켓 총병의 소부대를 참가시켜, 기병의 화력을 크게 높였다(다만 기동력은 떨어졌다). 포병의 보충은 구스타브 아돌프가 특히 힘을 기울였던 점이다. 30년 전쟁에 참가한 1630년 시점에서 스웨덴군은 타국에 몇배에 달하는 포병을 가지고 있었다. 거기에 보병지원을 위해 연대포를 개발한 것은 위에 언급했다.
스웨덴군이 특히 걸출했던 점은 이들 보병, 기병, 포병을 단독의 병과가 아닌, 조합하여 운용했던 점이다. 이런 운용방법을 삼병전술이라 불리었다. 1631년 브라이텐펠트 전투에서 삼병전술을 이용한 스웨덴군은 황제군의 스페인 방진을 격파했다. 스웨덴식 군제개혁은 네덜란드식 군제개혁과 마찬가지로 대단한 영향을 끼쳤다. 테르시오가 스페인 방진을 폐지하고 새로운 대형을 개발한 것은 1635년의 일이었다. 이것은 스페인 방진과 스웨덴식 대대를 합성한 것이다.

### 프랑스

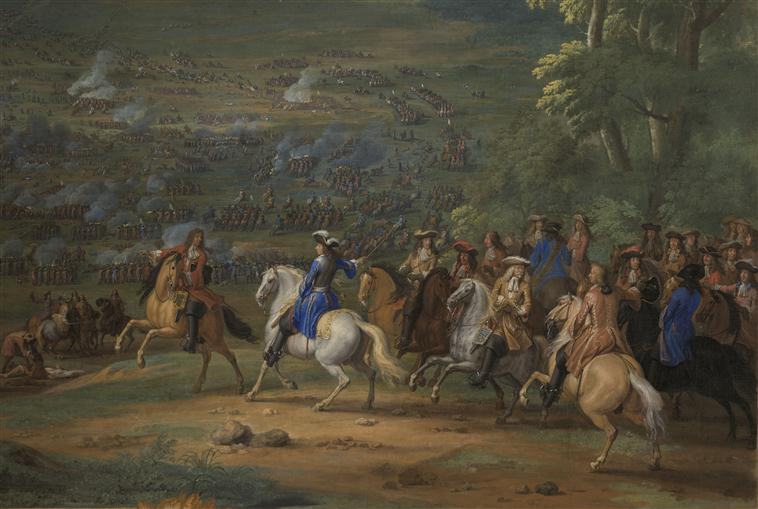
1643년 로크루아 전투. 스페인의 테르시오는 대패를 맞았고, 그 가치가 크게 저하되었다.

이탈리아 전쟁이래, 프랑스는 스페인의 주적이었다. 16세기초엽은 테르시오에 의해 스페인이 우위에 섰으나, 얼마안가 프랑스는 이 군제를 모방해 대항했다. 다만 프랑스군은 의연히 중기병을 군대의 중핵으로 삼았다. 17세기에 이르자, 프랑스는 네덜란드식 군제개혁을 진행해 나갔다. 여기서도 기병을 중시한 프랑스군은 중기병, 경기병, 용기병을 조합해 효과적으로 사용했다.
1643년 로크루아 전투에서 프랑스군은 스페인군의 테르시오를 격파했다. 브라이텐펠트 전투와 다르게 본가 스페인의 테르시오를 격파한 것으로 결정적으로 그 가치를 저하시켰다. 그 후도 테르시오는 개량을 하면서 계속 사용되었으나, 1704년 루이 14세의 손자 펠리페 5세가 테르시오를 대신해 연대와 대대의 편성을 채용함으로써 기어코 테르시오는 소멸했다.

## 참고자료
일본위키 참고문헌입니다.
- (バート・S・ホール)著、市場泰雄訳、『火器の誕生とヨーロッパの戦争』平凡社
- ジェフリー・パーカー著、大久保桂子訳、『長篠合戦の世界史　－ヨーロッパ軍事革命の衝撃1500年－1800年』同文館出版
- ウィリアム・H・マクニール著、高橋均訳、『戦争の世界史　－技術と軍隊と社会』刀水書房
- マイケル・ハワード著、奥村房夫、奥村大作共訳、『ヨーロッパ史と戦争』学陽書房

## 같이 보기
- 알라트리스테(17세기 유럽을 무대로 한 소설. 3권에서 테르시오의 전투가 상세하게 묘사되어 있다.)